# Partenogenezis
A partenogenezis, magyarul szűznemzés (ivartalan szaporodás) egy olyan genetikai jelenség, ami biztosítja az élőlény szaporodását, a hím párzása nélkül, tehát az egyedfejlődés csak a petesejtből indul meg, a hímivarsejtek részvétele nélkül. 
Partenogenezis esetén a haploid (haploid sejt: olyan sejt, amelyben a kromoszómák csak egy sorozatot képeznek. Ált. az ivarsejtekre jellemző, jelölése n. A sejtekre jellemző valamennyi gént egyetlen, ún. haploid sorozat tartalmazza.) petesejt valamilyen (pontosan nem ismert) hatásra hirtelen megduplázza a saját kromoszómáit és így létrehoz egy diploid sejtet, ami aztán ugyanúgy mint egy "normális" diploid sejt osztódni kezd (kivételt jelentenek ez alól például a hím méhek, ők haploidok).

## Állatok
Az állatok egy nagy csoportja képes elraktározni a spermát, hogy később is tudjanak szülni, tojni, petézni. Ez egy túlélő stratégia, mely a populáción belüli alacsony hím egyedek számának következtében is kialakulhat. A folyamat bármennyire is praktikusnak tűnik, igazából kényszermegoldás: ugyanis értelemszerűen, mint az aszexuális szaporodás többi formája, hátrányokkal jár, hiszen a káros mutációk gyorsabban halmozódhatnak fel, a hasznosak pedig nehezebben terjedhetnek el. Arra jó, hogy a populáció létezésének napjait egy picit meghosszabbítsa (amíg végre meg nem jelenik egy hím), de hosszú távon nem menti meg őket. 
Sok gerinctelen állatnál (pl. kerekesférgek, botsáskák, levéltetvek, darazsak, méhek), de ritkábban néhány gerincesnél is (pl. ezüstkárász, fogaspontyok, kétéltűek, madarak, egyes hüllők) a szűznemzés természetes folyamatként is jelen van.
2006-ban a komodói varánusznál is megfigyelték a jelenséget.

## Növények
A növényeknél is gyakori jelenség a szűznemzés. Itt talán a legelterjedtebb az élővilágban. 
A pollen sejtmagja a petesejttel nem egyesül, hanem a haploid női petesejtből haploid, nagyon vagy teljesen steril növény keletkezik. Előfordul diploid (szomatikus) szűznemzés is, amikor redukálatlan (diploid) petesejtből fejlődik az utód. Számos növény esetében leírták a szaporodásnak ezt a módját (Triticum, Datura, Oenothera, Zea, Poa stb.). Ez a női Szűznemzés esete. Ismeretesek hím szűznemzések (androgenezis) is, mikor a hím szülő ivarsejtje fejlődik embrióvá, anélkül, hogy a hím ivarsejt megtermékenyítette volna a női ivarsejtet (Fragaria, Vicia stb.). A növénynemesítésben van nagy gyakorlati jelentősége (monoploid passzázs), mert beltenyésztés nélkül két lépésben tenyészthetők ki teljesen homozigóta törzsek.